# اللغة الكورسيكية
اللغة الكورسيكية

لقطة شاشة من الصفحة الرئيسية لموسوعة ويكيبيديا الكورسيكية.

 أو الكورسية (الكورسيكية: corsu، الإنجليزية: Corsican) هي لغة رومانسية متكلمة في جزيرة كورسيكا و شمال جزيرة سردينية.الكورسية هي اللغة الأصلية التقليدية للقرشقيين، وكانت لمدة طويلة اللّغة الوحيدة للجزيرة،